# Xã Jackson, Quận Putnam, Indiana
Xã Jackson (tiếng Anh: Jackson Township) là một xã thuộc quận Putnam, tiểu bang Indiana, Hoa Kỳ. Năm 2010, dân số của xã này là 854 người.